# 阎力大
阎力大，现任华为技术有限公司董事、华为企业BG总裁。

## 生平
阎力大先生出生于1970年，毕业于清华大学，获微电子专业学士学位，本科。1997年加入华为，曾负责包括日本、欧洲及东亚的销售、市场及运营管理工作。历任欧洲地区部副总裁、日本代表处代表、东亚地区部总裁等，现任华为投资控股有限公司董事、企业BG总裁、ICT基础设施业务管理委员会成员。
2003年至2005年：欧洲地区副总裁，负责欧洲地区的市场和销售。
2005年至2015年：日本代表处代表，负责华为日本整体商业运营管理、市场拓展和销售，并在2007-2009年期间华为东亚地区总裁。
2018年3月23日：华为技术有限公司董事会换届选举，成为华为新一届董事会成员。